# Bombus argillaceus
Bombus argillaceus is een vliesvleugelig insect uit de familie bijen en hommels (Apidae). De wetenschappelijke naam van de soort is voor het eerst geldig gepubliceerd in 1763 door Scopoli.